# واقعية اشتراكية

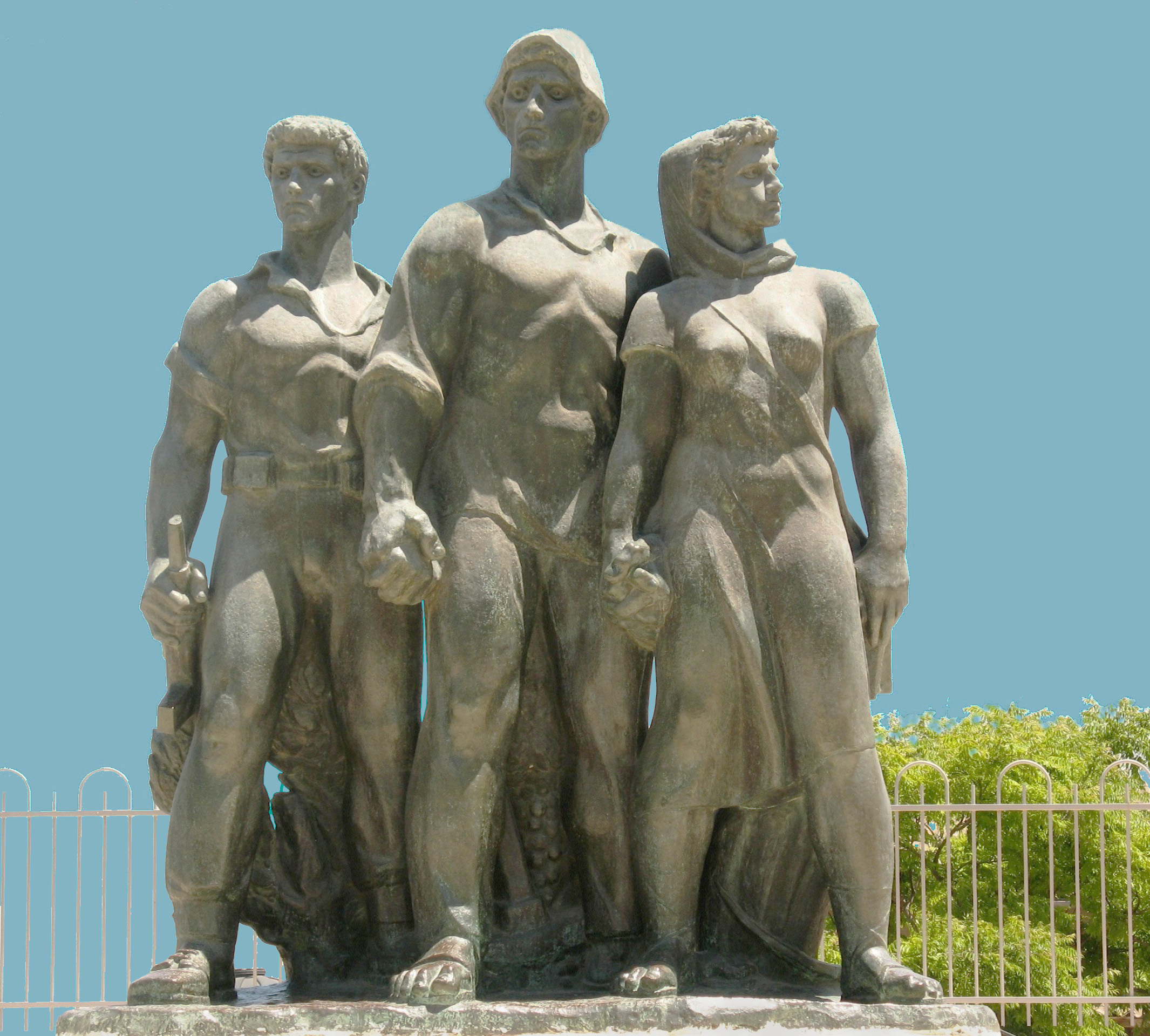

الواقعية الاشتراكية (بالروسية: социалистический реализм) واحد من تيارات الواقعية، وقد ظهر هذا التيار رسمياً في الاتحاد السوفيتي في ثلاثينات القرن العشرين وساد فيه وفي الدول الواقعة تحت تأثيره، حيث كان التيار الموصى به أو الملزم، وكان له ارتباط وثيق بالإيديولوجيا والبروباغندا.
يجب التمييز بين الواقعية الاشتراكية والواقعية الاجتماعية اللذان قد يختلطان بسبب تشابه تسميتيهما بالإنكليزية، فالواقعية الاجتماعية تيار ظهر في الفترة نفسها تقريباً في الولايات المتحدة. تركز الواقعية الاشتراكية، بخلاف الواقعية الاجتماعية، على دور الفقراء والطبقة الكادحة.
أقر الحزب الشيوعي السوفييتي الواقعية الاشتراكية في سنة 1932 في الآداب والفنون.

## البدايات
تعود بدايات الواقعية الاشتراكية إلى بداية القرن العشرين، ومن أبرز الأمثلة على الكاتبين به مكسيم غوركي، وتبعه أدباء آخرون أضافوا نظرتهم الاشتراكية إلى كتاباتهم الواقعية، مثل جون ريد وهنري باربوس.